# Grantjärnen (Degerfors socken, Västerbotten)
Grantjärnen är en sjö i Vindelns kommun i Västerbotten och ingår i Umeälvens huvudavrinningsområde.